# Syriana
Syriana es una película estadounidense de 2005, escrita y dirigida por Stephen Gaghan. Protagonizada por George Clooney, Matt Damon, Jeffrey Wright, Amanda Peet, Tim Blake Nelson, Mark Strong, Alexander Siddig, Amr Waked, Christopher Plummer, Chris Cooper y William Hurt.
Galardonada con el Premio Óscar 2006 al mejor actor de reparto (George Clooney) y el Globo de Oro 2006 al mejor actor secundario (George Clooney)

## Sinopsis
En un imaginario país situado en la zona petrolífera de Oriente Medio, el gobernante pretende renegociar sus relaciones con los Estados Unidos, mientras ha concedido derechos sobre el gas natural a una empresa china. La empresa estadounidense más perjudicada decidirá absorber a otra más pequeña que tiene derechos en una ex república soviética. La maraña de intereses se complicará y la fusión será la causa de un atentado terrorista en el otro lado del mundo.

## Comentarios
Es la segunda película del guionista Stephen Gaghan, cuyo trabajo más reconocido fue el guion de la película de Steven Soderbergh Traffic.
Durante la escena de la tortura, en la que George Clooney es empujado al suelo, el actor se lesionó gravemente la espalda, hasta el extremo de perder fluido de la médula espinal a través de su nariz. Tras varias operaciones y tratamientos posteriores (con el fin de reducir el dolor y recuperar la memoria, que perdió parcialmente) Clooney se recuperó en su totalidad.

## Premios y nominaciones

### Premios Óscar
| Año  | Categoría              | Película       | Resultado |
| ---- | ---------------------- | -------------- | --------- |
| 2005 | Mejor actor de reparto | George Clooney | Ganador   |
| 2005 | Mejor guion original   | Stephen Gaghan | Nominado  |

### Globo de Oro
| Año  | Categoría              | Película          | Resultado |
| ---- | ---------------------- | ----------------- | --------- |
| 2005 | Mejor actor de reparto | George Clooney    | Ganador   |
| 2005 | Mejor banda sonora     | Alexandre Desplat | Nominado  |

### Premios BAFTA
| Año  | Categoría              | Película       | Resultado |
| ---- | ---------------------- | -------------- | --------- |
| 2005 | Mejor actor de reparto | George Clooney | Nominado  |